# Onthophagus shibatai
Onthophagus shibatai är en skalbaggsart som beskrevs av Takeshiko Nakane 1960. Onthophagus shibatai ingår i släktet Onthophagus och familjen bladhorningar. Inga underarter finns listade i Catalogue of Life.